# Гжималув (Лодзинське воєводство)
Гжималув (пол. Grzymałów) — село в Польщі, у гміні Парадиж Опочинського повіту Лодзинського воєводства.
Населення — 156 осіб (2011).
У 1975-1998 роках село належало до Пйотрковського воєводства.

## Демографія
Демографічна структура станом на 31 березня 2011 року:
|          | Загалом | Допрацездатний вік | Працездатний вік | Постпрацездатний вік |
| -------- | ------- | ------------------ | ---------------- | -------------------- |
| Чоловіки | 86      | 21                 | 57               | 8                    |
| Жінки    | 70      | 15                 | 39               | 16                   |
| Разом    | 156     | 36                 | 96               | 24                   |